# کلی (پنسیلوانیا)
کلی (به انگلیسی: Clay) یک منطقهٔ مسکونی در ایالات متحده آمریکا است که در شهرستان لنکستر، پنسیلوانیا واقع شده‌است. کلی ۱٬۵۵۹ نفر جمعیت دارد.